# パッパラー河合
パッパラー河合（パッパラーかわい、1960年9月14日 - ）は、日本のミュージシャン、音楽プロデューサー、随筆家、俳優、タレント、YouTuber。本名は河合 靖夫（かわい やすお）。千葉県柏市出身。アミューズ所属。既婚。

## 来歴
くるみ幼稚園、柏市立柏第一小学校、柏市立柏中学校、千葉県立東葛飾高等学校卒業後、同窓のサンプラザ中野らと共にスーパースランプに参加。獨協大学中退。
1982年にリードギター担当として爆風スランプに参加、ラジオ番組企画の一環としてフォークユニットThe花びらを結成するなど、長期にわたり中野と音楽活動を共にしている。1988年にはヤマハより、パッパラー河合・シグニチャー・モデル「ヤマハ・MG-K、MG-K II」が一般に発売される。1999年に爆風スランプが活動を休止したのちも、中野と共にユニット・SUPER SLUMPを2000年に結成した。
1989年に発表された爆風スランプの6枚目のアルバム『I.B.W.』に収録された曲「KASHIWAマイ・ラブ〜ユーミンを聞きながら〜」は、河合がボーカルを担当した珍しい楽曲であるとともに、故郷・柏市の風景を叙情豊かに表現した佳作として根強い人気を保っている。
1989年公開の映画『バトルヒーター』（監督・脚本：飯田譲治）に俳優として出演、主演を務めた（その他の爆風メンバーはエキストラとして出演。飯田はHPで「興業は大コケだった」と話している）。
1996年より、サンプラザ中野くんと音楽ユニット・女王様（じょおうさま）を結成。ディープ・パープルの歌詞を直訳して人気になった王様にあやかり、クイーンの歌詞を和訳した曲をリリースした。
1990年代後半には、ポケットビスケッツの大半の楽曲を作曲、プロデュースした。また、中野とともに女性デュオ・YURIMARIのほぼ全曲の楽曲提供をした。
2002年、当時まだ広島限定のローカルアイドルだったぱふゅ〜む (Perfume) のデビュー曲「OMAJINAI★ペロリ」と2曲目「彼氏募集中」をプロデュース。
地元柏に本拠を置く柏レイソル（Jリーグ）の熱いサポーターでもあり、2005年6月から同チームの公式ウェブサイト上でレイソル戦、日本代表戦を中心に毎試合後にコラムを執筆し随時公開している。
2007年頃からフルマラソン大会に挑戦し、「JALホノルルマラソン2019」で47回目の挑戦と話している 、2022東京マラソンを含め2024年5月までに61回出場。2010年からは月刊のランニング雑誌クリールに「パッパラー河合のフルマラソンをぶっとばせ！」というコラムを自身のイラストと共に13年以上長期連載している。
2012年、柏市発のアイドルユニットコズミック☆倶楽部を全曲プロデュース。
2012年、柏市に新設された柏市立柏の葉小学校の校歌を手掛け、本名の河合靖夫名義で発表した。
2013年4月22日から生まれ育った柏市公式ホームページ内にて「パッパラー河合のとことん！KASHIWA マイ・ラブ」というタイトルで柏市への愛が溢れるコラムを毎週公開している。
2018年、母校の柏市立柏第一小学校創立110周年記念式典に出席、河合が2008年に作詞作曲した創立100周年記念ソング「柏いっしょうけんめい」がご当地アイドルユニットコズミック☆倶楽部によって披露された。
2020年5月7日、公式YouTubeチャンネル「パッパラー河合 PapplaPersonalProject」を開設。翌週より、ほぼ毎週金曜23時から2時間ほどの生配信ライブを開始。また、所有するギターの弦を替えながらそのギターの解説をする動画も公開している。スケジュールの都合上、正確な開始時間は配信当日にTwitter（現：X）にて告知される。
2020年春、新型コロナウイルスの流行による緊急事態宣言・外出自粛要請下において、緊急事態宣言の解除まで、InstagramLIVEやLINE LIVE、YouTubeLIVEなどの配信チャンネルから毎晩休むことなくギター弾き語りやトークを配信していた。この配信は2020年5月25日緊急事態宣言が解除された後、3年間にわたりほぼ毎週生配信した。
2022年1月の舞台「ナビゲーション」で舞台音楽だけではなく、全7公演に俳優として初出演した（それまではゲストとしての出演のみだった）。同舞台は2022年「劇場都市TOKYO演劇祭」優秀音楽賞を受賞。
2022年6月、ポケットビスケッツのボーカルだった千秋に24年ぶりに新曲「GREEN FLASH」（作曲、プロデュース）を提供。
2023年7月、千秋に新曲第二弾「アオゾラ」を作曲プロデュース。
2023年11月、クマリデパートのミニアルバム「ミニデパ1」一曲目の「夢見た未来のネットワーク」を作曲・編曲し提供した。
2024年ロックオペラバンド「実家暮らしのマリエッティ」（ボーカルはオペラ歌手の辰巳真理恵）をプロデュース。
2025年3月、柏レイソルスポンサーの珍來にて応援メニューの2025年度「レイソルカレーらーめん」を監修。当初は5月31日までの期間限定発売だったが、柏日立台店・柏東口店のみ2025年シーズン終了まで販売することを決定した。
近年は作曲、TVラジオ・イベント出演の他、コラム執筆、舞台・ドラマの音楽制作にとどまらず出身地の柏レイソルサポーター、ランナーとしてフルマラソンエントリー、俳優として舞台出演と活躍の場を広げている。

## エピソード
爆風スランプとしてブレイク時の1989年に、同時期にブレイクしたWinkのファンであることをたびたび音楽番組等で公言していた。
乃木坂46のファンでもあり、乃木坂46の「命は美しい」の新曲キャンペーンで地下鉄の駅に貼られたポスターの写真を撮りに行った事を2021年6月22日放送の『乃木坂スター誕生!』で発言している。
小室哲哉と同じ柏駅東口のくるみ幼稚園に通園していた。
郷土愛が強く、柏市での活動が非常に多い。自らを柏を愛する柏愛（はくあい）主義と掲げている。
中学生の頃からフォークソング、プログレッシブロックや松任谷由実（当時は荒井由実）を愛聴し、バンド活動を始めた。自身の作品にも独自のセンスが随所に表現されている。
盟友であるサンプラザ中野くんとは高校の入学式で出会った。爆風スランプの12インチシングル「嗚呼!武道館」の歌詞にもそのように歌われている。爆風スランプをはじめとした音楽活動を長きにわたり共にしている。
サンプラザ中野くんとのユニット名「PIKKARI＊BROTHERS」と名乗る事もあった。
カラフルな水玉や星柄、パンダ柄の服とベレー帽にボンボンを付けているいでたちが主なステージ衣装となっている（当初は白いベレー帽に緑色のボンボンで自身の出身地である柏市名産の野菜、小かぶを表現していたが年々色のバリエーションも増えている）。

## ディスコグラフィ

### シングル
1. これが青春だ（1991年9月1日、ソニー・ミュージックレコーズ、SRDL-3361） - サンプラザ中野と組んだフォークデュオ「The 花びら」名義。布施明のカバー。エースコック「スーパーカップ」CMソング  C/W「たにしの留守番」
2. Let's try again（2011年5月25日、アミューズソフトエンタテインメント、ASCM-6092） - 「チーム・アミューズ!!」名義

## 作詞作曲（提供作品）
- 南野陽子「誘惑のサタデーナイト」（1991年、アルバム「Gather」収録）  - 作詞・作曲 ※編曲：難波正司
- Chase The Dream「Step」（1997年8月21日、SONY、品番：SRDL-4388） - 作詞・作曲、プロデュース
- 佐藤千晶「un-Balance」（1999年、ゲーム「pop'n music 3」） - 作詞（佐藤千晶と共作）・作曲
- ケロロ小隊
  - 「よきにはからえ！」（2007年、アニメ映画「超劇場版 ケロロ軍曹2 深海のプリンセスであります!」サウンドトラック収録） - 作詞・作曲
  - 「なんて素敵な土曜日」（2008年、テレビアニメ「ケロロ軍曹」5thシーズン主題歌〈第206話：2008年4月5日 - 第231話：2008年9月27日） - 作詞・作曲
- 千葉県柏市立第一小学校 100周年記念歌「柏いっしょうけんめい」（2008年） - 作詞・作曲[21]
- 福田綾乃「どん尻ビリ子の唄」（2009年、映画「キラー・ヴァージンロード」公式応援ソング） - 作詞・作曲
- コズミック☆倶楽部（2012年 - 2021年） - 全曲作詞作曲プロデュース ※千葉県ローカルアイドル
- 千葉県柏市立柏の葉小学校「柏の葉小学校校歌」（2012年） - 作詞・作曲 ※河合靖夫名義
- カシケンテーマソング「パンザマストよ永遠に」（2016年） - 作詞・作曲 ※柏市役所広報番組・市立柏研Q所テーマソング[22]
- おSET隊「おSET隊ブギ」他、ほぼ全曲（2018年 - 2021年） - 作詞・作曲 ※劇団SET内ユニット
- イブアイしずおか だまだま騙されないキャンペーン "ご用心ソング"「だまだま騙されない音頭」（2018年12月19日、SBS） - 作詞・作曲
- 日本ホッケー協会公認ソング ホッケー応援団「SAKURA侍」（2019年） - 作詞・作曲
- 千葉県歯科医師会「8029ソング〜80歳でもお肉が大好き〜」（2021年） - 作詞・作曲
- 実家暮らしのマリエッティ「チョコレートペロリ」（2024年） - 作詞・作曲

## 作詞（提供作品）
- 千葉県柏市立土中学校「友達のしるし」（2008年、卒業記念歌） ※作曲：田嶋勉

## 作曲（提供作品含む）
- 爆風スランプ - 「爆風スランプ#ディスコグラフィ」項参照
- 秋野暢子
  - 「き・ら・い」
  - 「でも君と白浜の海」
  - 「すべていとしいあなたのために」（1989年、アルバム『Oh!ト・モ・ダ・チ・ハ1000000カラット・ダイヤモンド』収録） ※河合靖夫名義
- 三波春夫「世直しロックンロール」（1993年、アルバム『地球の子供達』収録、テイチクエンタテインメント） - 爆風スランプアルバム「TENSION」では河合がセルフカバーし歌唱
- ポケットビスケッツ
  - 「Rapturous Blue」
  - 「YELLOW YELLOW HAPPY」
  - 「Red Angel」
  - 「GREEN MAN」
  - 「Pink Princess」
  - 「White Summer Heaven」
  - 「Violet Moon」
  - 「Orange」
  - 「POWER」
  - 「Days/My Diamond」（1996年 - 1997年、東芝EMI） - 作曲・プロデュース
- 「ビバ！結婚」（1997年3月31日、キューンレコード、FM番組「POISON JUNKIE」CD）
- 「キングダムメインテーマ」（1997年、キングダム (プロレス団体)）
- TSUNAMI
  - 「太陽」（1997年8月6日、SONY） - '97 日本ハムファイターズイメージソング、「リングの魂」（テレビ朝日系）エンディングテーマ
  - 「カレって時々ブタ」（1997年12月10日、SONY） - アニメ「はれときどきぶた (テレビアニメ)」（テレビ東京系）オープニングテーマ
- キャイ〜ン with てれび戦士
  - 「BANG BANG BANG」（1997年） - 「天才てれびくん」（Eテレ）エンディングテーマ
- ものまねオールスターズ
  - 「I.D.-IMITATION DIAMOND-」（1998年、バップ） - 「超豪華!史上最強!ものまねバトル大賞」（日本テレビ系）エンディングテーマ
- B.B.WAVES
  - 「Lovin'You Lovin'Me」（1998年） - 特撮テレビドラマ「ウルトラマンガイア」（毎日放送・TBS系）前期エンディングテーマ ※P.KAWAI名義
- YURIMARI
  - 「スーパースター☆ハムスター」 - 「たけしの誰でもピカソ」（テレビ東京）エンディングテーマ
  - 「未来はコンピューターネットワークの中に」 - 「ASAYAN」（テレビ東京）エンディングテーマ
  - 「Hello, I love you.」 - 「ドクタースランプ」（フジテレビ）オープニングテーマ
  - 「love love dreamer」 - 森永製菓「小枝」CMソング、「くさデカ」（テレビ静岡）オープニング・エンディングテーマ、「ASAYAN」（テレビ東京系）エンディング・テーマ
  - 「初恋〜はるかなる想い〜」 - アサヒ飲料「十六茶」CMソング、「ASAYAN」（テレビ東京系）エンディング・テーマ
  - 「これでいいのでしょうか」 - 劇場用アニメ映画「ドクタースランプ アラレのびっくりバーン」エンディング・テーマ
  - 「ZUTTO」
  - 「愛してる 夢見てる」
  - 「ダイエット天国」
  - 「YURIMARIでぬりつぶせ」
  - 「TOYBOX」
  - 「anyone」
  - 「ショーウィンドゥ」
  - 「チャンス」

（1998年 - 1999年） - P.KAWAI名義、サンプラザ中野と共同プロデュース
- 石井ゆき
  - 「complex」（1999年、作詞：森浩美、ポニーキャニオン）
- Rita Rit.（リタ・リタルダント）
  - 「冬・メリーゴーランド」（1999年、EMIミュージック・ジャパン） - サークルKウィンターキャンペーンイメージソング※中京テレビ「ピンクパパラッチ」番組の企画でこの曲が生まれた
- 佐藤千晶
  - 「un-Balance」
  - コナミゲーム「pop'n music 3」キャラクター「ケイト」の音楽（1999年、コナミ）
- スーパースランプ（サンプラザ中野、パッパラー河合）
  - 「僕達の計画」
  - 「TAIYOH」
  - 「パラ・ホリ（para para holic）」（2000年、SONY）
- 地球防衛軍
  - 「てえへんだ!!The Earth」C/W「お休み地球防衛軍」（2000年、SONY） - 「進ぬ！電波少年」（日本テレビ）電波少年的地球防衛軍企画
- Z-1（上戸彩、根食真実、西脇愛美、藤谷舞）
  - 「BaKKAみたい!!」 - 「キャイ〜ン・寛平の女神の誘惑」（TBSテレビ）オープニングテーマ
  - 「Dearest」
  - 「きめてやるサマーラブ」 - 「どうぶつ奇想天外!」（TBSテレビ）エンディングテーマ
  - 「さよならの観覧車」（2000年、作曲）
- 万物創世紀 featuring 長野恭子
  - 「ワタシノママデ」（2000年8月23日、SONY） - 「たけしの万物創世記」（テレビ朝日系）エンディングテーマ
- 武田鉄矢・水前寺清子
  - 「いきてゆく物語」（2000年11月1日、ポリドール） - テレビドラマ『教習所物語』（TBSテレビ）主題歌
- ぱふゅ〜む (Perfume)
  - 「OMAJINAI★ペロリ」
  - 「彼氏募集中」（2002年、もみじレーベル） - 作曲・プロデュース
- 「かまいたちの夜2 監獄島のわらべ唄」（2002年） - 「底蟲村篇」「妄想篇」「惨殺篇」「官能篇」など全40曲ほどのうち、十数曲の作曲を担当
- サンプラザ中野とパッパラー河合
  - 「太陽は燃えている〜カシワレイソルノウタ〜」（2006年、柏兄弟レーベル）
- TEAM NACS SOLO PROJECT GHOOOOOST!!（2007年、TEAM NACS） - 佐藤重幸ソロ公演、舞台音楽制作
- 「夜の星」（2007年） - アルピニスト栗城史多応援ソング。第2日本テレビ内「〜ニートのアルピニスト、はじめてのヒマラヤ〜」で独占配信
- 「24時間あたためますか?〜疾風怒涛コンビニ伝〜」（2008年） - NTV系スペシャルドラマ。オリジナル音楽担当
- 「あかさたな?はまやらわ!…ん!」（2010年3月、『しまじろう ヘソカ うた・ダンス　ヒットセレクション』収録） - 歌・作曲
- nico（横山優貴＋東野佑美）
  - 「真夏でシュ！」（2010年） - 理研のわかめスープCM
- コズミック☆倶楽部 ※全曲を作詞作曲プロデュース - 「コズミック☆倶楽部#作品」項参照
- さくら学院
  - 「顔笑れ!!（がんばれ!!）」（2013年）
- 坊坊主（サンプラザ中野くん、小峠英二のユニット）アルバム『励ます』（2015年8月26日、テイチクエンタテインメント）収録曲
  - 「励メタル」
  - 「坊坊主のテーマ」
  - 「天使の涙」
  - 「東京CALLING」
  - 「結婚の約束果たせなかった彼」
- トラフィックライト。
  - 「真夜中のTRUTH」（2017年8月2日、ビクター） - 「パーフェクトワールド/GEEKDOM』 EP（A/Are You Ready? ver.）［CD+DVD］〈初回限定盤〉
- 時東ぁみ
  - 「オッケー！BOUSAI！」（2017年）
- サンプラザ中野くん
  - 「ホノルル♡ラブラン」（2019年） - JAL「ホノルルマラソン」2019オフィシャルソング ※2019大会オフィシャルアーティスト就任。フルマラソン参加[23]
- 映画「ママをやめてもいいですか!?」（2020年、配給：インディゴ・フィルムズ）
  - 「BEYOND LOVE」（オープニングテーマ）歌・作詞：一青窈
  - 「マンマミーヤ」（エンディングテーマ）歌：榎本司・大島美優・笠松基生・新貝純加、作詞：豪田トモ
- 舞台「シーボルト父子伝」
  - テーマソング「ジパングにやって来た！ヤァ！ヤァ！ヤァ！」
  - 「愛しき君よ」

（2020年、舞台「シーボルト父子伝〜蒼い
目のサムライ〜」挿入歌を制作）
- - 「カムイ レラ」

（2025年、舞台「シーボルト父子伝〜蒼い目のサムライ〜共生への旅路」挿入歌を制作）
- 舞台「ナビゲーション」
  - 「大丈夫」
  - 「ねぇ」

（2022年、出演とともに舞台音楽制作）
- 千秋（chiaki名義）
  - 「GREEN FLASH」（2022年6月3日配信限定） - プロデュース
  - 「アオゾラ」（2023年7月7日配信限定） - プロデュース
- 雲裳少女
  - 「リン・ドン・シャン」
  - 「YES I LOVE YOU」（2022年） - プロデュース
- クマリデパート
  - 「夢見た未来のネットワーク」（2023年11月21日、ミニアルバム「ミニデパ1」収録） [24]

## 編曲
- 祭囃子〜ゲームトリビュート（1998年5月21日、エアーズ（アミューズ）） - コンピュータゲーム20周年記念コンピレーション・アルバム。14曲目「ポポロクロイス物語『サニアとの出逢い』」 編曲・演奏
- グランツーリスモ ロック アレンジ（1998年8月19日、ファースト・スマイルエンタテイメント） - ソニー・コンピュータエンタテインメント社ゲーム「グランツーリスモ」ゲーム音楽アルバム。10曲目「Moon Over The Castle （The Theme Of GRAN TURISMO）」編曲・演奏
- PINK（2002年4月17日、Virgin Music） - chiakiのソロ2ndアルバム。2曲目「PINK」編曲・演奏。河合ヤスオ名義
- 涼宮ハルヒの憂鬱 -Super Remix- Full-Mix（2009年8月26日、Lantis） - 6曲目「恋のミクル伝説 -恋のミクル伝説ミンミンMIX-」編曲。P-kawai名義
- スタートアップ（2023年） - 尾張アズーリFMオープニング曲。アレンジ ※作詞：高橋英樹（株式会社アズーリ代表）、作曲：MIRANO、編曲：竜野みち子
- 「悩み多き者よ」- MIRANOカバー曲アレンジ（2024年）

## 演奏参加作品
- ムッシュかまやつ -「THE SPIDERS COVER’S」（1989年12月21日、FLCF31008、フォーライフ） - ザ・スパイダースのカバーアルバム。3曲目「赤いドレスの女の子」、11曲目「いつまでも　どこまでも」
- 大野克夫「七曲署捜査一係’98オリジナルサウンドトラック」（1998年11月6日、ポリグラム（現：ユニバーサルミュージック）  - 刑事ドラマシリーズ『太陽にほえろ!』（日本テレビ）の2時間スペシャルドラマ『七曲署捜査一係』サントラ盤。6曲目「サスペンスM2'98」、12曲目「追跡ハイウェイ'98」、13曲目「サスペンスM2-Btype」[25]
- Mプロジェクト『みんなの声〜若いってすばらしい〜』（2013年4月17日、テイチクエンタテインメント） - 11曲目

「PIECE OF MY WISH」 ※サンプラザ中野くんが歌唱

## ボーカル参加作品
- サンプラザ中野くん - アルバム「旅人よ〜The Longest Journey」（2021年11月10日、アミューズ、ASCU-6113） - 2曲目「音大生恋物語」

## 未発表作品
- 順子は騙されない（詐欺撲滅）
- カリスマ美容師
- スキ
- かたおもい
- ペロリタイム

## 現在のレギュラー出演・コラム連載

### ラジオ
- Evening Station「ぺろりたいむ」（2020年10月15日 - 、レインボータウンFM・毎月第3木曜日20時 - 21時） - MC[26]
- シンガーMIRANOの愛の玉手箱（2024年4月14日 - 、レインボータウンFM、日曜日朝8時 - 8時30分） - 月1回レギュラー
- シンガーMIRANOのMIRANO通信（2024年、鳥越アズーリFM、毎月第4金曜日） - レギュラー

### 雑誌連載など
- ランニングマガジン・クリール（ベースボール・マガジン社、毎月22日発売）「パッパラー河合のフルマラソンをぶっとばせ！」[27]2010年〜長期連載中
- かしわカレー図鑑（柏カレーPRESS発行、不定期。オリジナル漫画やコラムを掲載。フリーペーパー、）
  - Vol.3 2019年1月発行
  - Vol.4 2019年7月発行
  - Vol.5 2021年7月発行
  - Vol.6 2022年7月発行
  - Vol.7 2023年9月発行

### WEBコラム連載
- パッパラー河合のとことん！KASHIWAマイ・ラブ（2013年4月 - 、柏市役所公式WEBサイト。毎週火曜日更新[28]
- パッパラー河合の檄！レイソル日記（2005年6月 - 、Jリーグ柏レイソル公式ブログ、試合後随時更新）[29]

## 過去の出演

### テレビ（音楽番組）
- LOVE LOVE あいしてる（1999年3月13日 - 、フジテレビ） - バックバンド「LOVE LOVE ALL STARS」（ギター）として不定期で出演[30]
- 速報!歌の大辞テン!! 「平成2年冬のトップ10!〜今から14年前」（2004年2月4日、日本テレビ）[31]
- ヘビメタさん 第19回（2005年8月9日、テレビ東京、テレビ大阪、テレビ愛知） - ゲスト[32]
- LIVE ON! うた好き☆ショータイム 第1回（2018年10月4日、BS-TBS） - ゲスト ※サンプラザ中野くんと出演[33]
- 音楽の日(（2020年7月18日、TBSテレビ系列）
- うたコン（NHK）
  - 2020年9月8日「わたしたちには歌がある!」
  - 2021年11月9日「人生は歌と共に」※サンプラザ中野くんと出演
  - 2022年7月12日「夏の夜の歌涼み」 ※千秋と出演
- 年忘れにっぽんの歌（テレビ東京）
  - 第53回年忘れにっぽんの歌（2020年12月31日）※サンプラザ中野くんと出演[34]
  - 第55回年忘れにっぽんの歌[35]（2022年12月31日）※サンプラザ中野くんと出演
- 月〜金お昼のソングショー ひるソン!（テレビ東京）
  - 2021年12月21日 ※サンプラザ中野くんと出演[36]
  - 2022年7月11日 ※千秋と出演
- とにかく歌詞がすごい名曲スペシャル2（2022年3月30日、BSテレビ東京）[37]
- プレミアMelodiX!（2022年7月5日、テレビ東京） ※千秋と出演
- 歌える!J-POP 黄金のヒットパレード決定版!（2022年9月24日、NHKBSP・NHKBS4K）
- CDTVライブ!ライブ!（TBSテレビ）
  - 2022年10月10日
  - 2023年2月27日「CDTVライブ！ライブ！2時間スペシャル」
- 霜降り明星のゴールデン☆80'S（2022年11月13日、BSフジ）[38][39]
- 昭和歌謡ベストテンDX（2024年2月6日、BS-TBS）

### テレビ（バラエティ番組）
- ウゴウゴルーガ（1993年、フジテレビ） ※「おしえてえらいひと」コーナー（ギターのえらいひと編）
- 天才てれびくん（1997年10月13日、NHK教育テレビ） - ゲスト ※エンドテーマ制作
- ウッチャンウリウリ!ナンチャンナリナリ!!（1995年 - 1996年、日本テレビ）
- ウッチャンナンチャンのウリナリ!!（1996年 - 1999年、日本テレビ）

※上記2番組のポケットビスケッツ関係の企画にほぼ出演
- 二代目雷電為右衛門 （2000年4月8日、日本テレビ）
- 歌スタ!!（2006年7月 - 2009年8月、日本テレビ系列） - ウタイビトハンターとして十数回出演
- NMB48須藤凜々花の麻雀ガチバトル! 第8回（2015年11月21日、TBSチャンネル1） - ゲスト[40]
- 水曜日のダウンタウン（2017年9月13日、TBSテレビ） - ゲストパネラー
- 東関東人図鑑 第2回「パッパラー河合さん」（2019年1月11日、J:COM東関東）
- クイズ!脳ベルSHOW（2019年4月15日 - 19日、BSフジ） - ゲスト
- BSフジ11時間テレビ2019（2019年11月19日、BSフジ） - 番組オープニング「山本リンダwith脳ベルスーパーバンド」のギタリストとして
- 有吉反省会（2020年9月19日、日本テレビ） - 反省人（ゲスト）[41]
- 見破れ!アクター&リアクター（2021年5月31日、TBS）
- 乃木坂スター誕生! #7 (2021年6月22日、日本テレビ）
- 脳ベルヒットスタジオSP #4（2021年8月26日/BSフジ、再放送2021年9月15日/フジテレビ系列）[42]
- 新・乃木坂スター誕生! #26（2022年10月18日、日本テレビ）
- 辰巳琢郎の葡萄酒浪漫 第319回・第320回増田明美・パッパラー河合（2024年5月12日・19日、BSテレ東） - ゲスト
- 高見沢俊彦の美味しい音楽 美しいメシ 第32回（2024年6月7日、BS朝日） - サンプラザ中野くんと出演
- 辰巳琢郎の葡萄酒浪漫 第321回・第322回ゲスト　パッパラー河合・増田明美（2024年6月9日・6月16日、BSテレ東）
- 徹子の部屋（2024年10月24日、テレビ朝日） - サンプラザ中野くんと出演[43]
- X年後の関係者たち 〜あのムーブメントの舞台裏〜「バンドブーム2時間SP」（2025年3月9日、BS-TBS）[44]

### テレビ（教養・情報番組）
- 爆風少女帯 インド大旅行
- ヤング・シネマ・パラダイス（1990年11月30日、NHK-BS2） - ゲスト[45]
- BSエンターテインメント「詩のボクシング5」－立て！熱き言葉の冒険者たち－（2002年2月10日、NHK-BS2）
- BS熱中夜話 「QUEENナイト（前編・後編）」（2008年9月18日・9月25日、NHK-BS） - ゲスト
- イブアイしずおか エンタ（2017年9月 - 2019年9月、SBS静岡放送、火曜木曜レギュラーコメンテーター）
- 情報番組マチコミ（2022年6月14日、テレビ埼玉）

### テレビ（ドキュメンタリー）
- 24時間テレビ 愛は地球を救う41[解]今年のテーマは「人生を変えてくれた人」（2018年8月25日、日本テレビ）
- 24時間テレビ 愛は地球を救う42 PART.4「人と人 〜ともに新たな時代へ〜」 （2019年8月25日、日本テレビ）
- 24時間テレビ 愛は地球を救う44 PART.7「想いから世界は、きっと変わる。」（2021年8月22日、日本テレビ）
- 24時間テレビ 愛は地球を救う45 「会いたい！」（2022年8月28日、日本テレビ）
- 24時間テレビ 愛は地球を救う46 「明日のために、今日つながろう。」（2023年8月27日、日本テレビ）
- 24時間テレビ 愛は地球を救う47（2024年9月1日、日本テレビ）

### テレビドラマ
- ダブル・キッチン （1993年、TBSテレビ） - COSMOレコード社員・コバヤシ 役
- the波乗りレストラン 第16話（2008年11月、日本テレビ） - ロックドラマー・サトシ 役

### 吹き替え
- 海外アニメ『アミューズメント・シアター バットマン』（1990年、テレビ東京） - ジョーカー 役

### ラジオ
- サンプラザ中野のオールナイトニッポン（1985年4月26日 - 1987年10月9日、ニッポン放送）
- パッパラー河合のオールナイトニッポン（1986年5月2日27時、ニッポン放送） ※金曜2部レギュラー中村あゆみのピンチヒッターで出演
- ABC東京発 アーチストNOW 月曜日（1987年10月 - 1988年9月、朝日放送ラジオ） - MC
- それ行け!爆風ザ・スランプ（1988年10月 - 1989年9月、番組制作会社制作、AM・FM各局ネット） - パーソナリティ
- 大槻ケンヂのオールナイトニッポン（1989年1月4日、ニッポン放送） - サンプラザ中野とゲスト出演
- スーパーFMマガジン サンプラザ中野ののるそる（1989年4月 - 1990年3月、JFN系ネット） - 木曜日担当。サンプラザ中野と共演
- もっとがんばれ柏レイソル！（1993年 - 1994年、TBSラジオ）
- サンプラザ中野・中野ヤング館（1993年4月5日 - 1994年9月30日、TBSラジオ） - サンプラザ中野と共演
- 渋谷のラジオの学校（2016年5月16日・7月4日・8月1日・9月5日・10月3日、渋谷のラジオ） - ゲスト
- もっとつながるFM －パッパラー河合さん、柏愛を語る！－（2019年8月29日、ミュージックバード）[46]※アフタートークアーカイブ有[47]
- Evening Station「ぺろりたいむ」（2020年10月15日 - 、レインボータウンFM・毎月第3木曜日）
- ディスカバー・クイーン（2021年4月4日 - 2022年4月3日 、NHK-FM） - 毎月第3日曜日。「女王様のよろず相談室」コーナーなどに女王様及びパッパラー河合としてレギュラー出演
- 夜のプレイリスト（2021年12月7日 - 11日 、NHK-FM）
  - 第一夜「ビートルズ／ザ・ビートルズ1962年〜1966年」[48]（通称「赤盤」）
  - 第二夜「ジェネシス／月影の騎士」[49]
  - 第三夜「ピンク・フロイド／炎〜あなたがここにいてほしい」[50]
  - 第四夜「荒井由実／14番目の月」[51]
  - 第五夜「松田聖子／Bible」[52]
- 渋谷健やか部（2017年12月10日、2019年7月7日、2020年10月11日、2021年11月7日、2022年5月15日・8月21日、2023年2月19日・6月18日・8月20日・10月22日、2024年1月14日・3月3日・5月5日・7月7日・9月8日・11月24日、渋谷のラジオ） - ゲスト
- SATURDAY FUN（2022年9月17日・2023年7月29日・8月5日・2024年5月25日、FM北海道） - ゲスト
- 辰巳真理恵のBa,Be,Bi,Bo,Bu（2023年10月1日 - 22日、2024年7月7日 - 7月28日、Tokyo Star Radio） - ゲスト
- サンプラザ中野くんのオールナイトニッポンGOLD（2024年8月9日、ニッポン放送） - ゲスト
- 坂本美雨のディア・フレンズ（2024年9月5日、TOKYO FM） - サンプラザ中野くんと爆風スランプとしてゲスト
- 大竹まこと ゴールデンラジオ!（2024年9月12日、文化放送） - サンプラザ中野くんと爆風スランプとしてゲスト

### インターネットTV
- 午前10時の耳たぶ（2021年9月1日 - 2024年8月7日、鳥越アズーリFM・毎月第1水曜日10時-10時50分、全36回） - MC
- シンガーMIRANOのMIRANO通信（鳥越アズーリFM、2023年2月24日） - ゲスト

### 映画
- バトルヒーター （1989年11月3日、制作：アミューズ・シネマ・シティ、配給：松竹富士）　- 主演・古池道夫 役[53]
- 妖怪天国 ゴースト・ヒーロー（1990年7月28日、制作：パパドゥ音楽出版、配給：ポニーキャニオン） - ポン 役[54]
- アトランタ・ブギ ATLANTA BOOGIE（1996年11月9日、製作・配給：アミューズ） - 賭けの予想屋 役

### ドラマ
- ダブル・キッチン（1993年4月16日 - 6月25日、TBSテレビ） - 6話レコード会社の担当コバヤシ 役（ゲスト）
- the波乗りレストラン 16話（2008年11月1日 - 9日、日本テレビ） - サトシ 役

### ライブ
- サンプラザ中野くん Style #0（2017年10月19日、SHIBUYA RUIDO K2）
  - サンプラザ中野くん Style #1（2018年2月24日、SHIBUYA RUIDO K2）
  - サンプラザ中野くん Style #2（2018年5月14日、Mt.RAINIER HALL SHIBUYA PLEASURE PLEASURE）
  - サンプラザ中野くん Style #3（2018年10月16日 - 23日、東名阪ツアー）
  - オカモトラバーズ研究所 presents サンプラザ中野くん Style #4（2019年8月31日、Mt.RAINIER HALL SHIBUYA PLEASURE PLEASURE）
  - サンプラザ中野くん Style #5『突撃！チェルシーホテル’19』（2019年12月13日、渋谷CHELSEA HOTEL）
- コヤブソニック2019（2019年9月14日 - 16日、出演は15日のみ、インテックス大阪）
- 祝・初公演だぜ！爆夢の中野サンプラザワンマンライブ！「感謝還暦」サンプラザ中野くん&パッパラー河合 supported by オカモトラバーズ研究所（2020年9月26日）出演[55]
- 音街かしわ2020（2020年10月4日） ※J:COM東関東で生配信出演[56]
- 爆夢サンちゃんライブS&Pスペシャル2021（2021年11月26日 - 12月10日、札幌、名古屋、大阪、東京）
- 小倉久寛PRESENTS「テケテケな夏」2022（2022年8月7日、Grand Maison ORENO） - ゲスト出演[57]
  - 小倉久寛PRESENTS「テケテケな夏」2023（2023年7月29日、港区南青山 BAROOM） - ゲスト出演[58]
- NO!RED 日本武道館への道！〜J-ROCK　REUNION〜 VOL.2（2022年9月22日、多摩市民館大ホール） - ゲスト出演
- PATi-PATi×GB『THE GREATEST HITS』supported by Live TOMATO（2022年10月10日、パシフィコ横浜 国立大ホール）
- Emily Styler Live at Club333 Part2（2023年2月5日、東京タワー Club333） - スペシャルゲスト
  - Emily Styler Live at Club333 Part3 （2024年6月30日、東京タワー Club333） - スペシャルゲスト
- はっつぁん祭2023（2023年6月30日、学芸大学メイプルハウス）
- イヤーエンドディナーショー（2023年12月31日、帝国ホテル東京　富士の間）
- お台場冒険王 めざましライブ（2024年8月19日、お台場冒険王 ISLAND♡STADIUM） - サンプラザ中野くんと出演
- 〜EmilyのMusicCafe Special Live Support by FMUU〜（2024年12月5日、牛久シャトー） - ゲスト出演
- ももいろ歌合戦〜愛の大晦日〜（2024年12月31日、日本武道館）
- OSAKA AUTO MESSE ×FM802・FM COCOLO MUSIC PIT（2025年2月9日、インテックス大阪）
- きいやま農園ライブ2025（2025年3月15日、沖縄県石垣島・南ぬ浜町緑地公園 特設ステージ）※シークレットゲスト
- JOYFUL SPRING 音街かしわ×柏髙島屋 （2025年3月23日、柏高島屋本館3階エントランスステージ）
- サンプラザ中野くん Style feat.千秋（2025年7月3日、コットンクラブ）
- Evolvin GOLF ROCK FES 2025（2025年7月5日、岡山県笠岡市・JFE瀬戸内海ゴルフ倶楽部）
- ライブハウスは楽しいよ！ファンキー末吉来日して和佐田とセッションをする2025～末吉・和佐田目黒LIVE STATION箱バンライブ！～5日目　ゲストミュージシャン（2025年7月18日、目黒ライブステーション）

### 舞台
- シーボルト父子伝〜蒼い目のサムライ〜（初演）（2020年8月、築地ブディストホール、舞台音楽担当およびゲスト出演）
- シーボルト父子伝〜蒼い目のサムライ〜（再演）（2021年8月、築地ブディストホール、舞台音楽担当およびゲスト出演）
- ナビゲーション（2022年1月13日 - 16日、サンモールスタジオ、舞台音楽担当および建設会社社長役で出演）※「劇場都市TOKYO演劇祭」優秀音楽賞受賞
- シーボルト父子伝〜蒼い目のサムライ〜2022（再々演）（2022年8月、築地ブディストホール・2022年9月16日、長崎市民会館文化ホール、舞台音楽およびナウマン教授役で出演）
- こと〜築地寿司物語〜明日への轍（2023年4月28日、築地本願寺ブディストホール、ゲスト出演）
- シーボルト来航200年／ウィーン万博150周年記念公演　シーボルト父子伝 〜蒼い目のサムライ〜 新たなる船出 東京公演（2023年8月31日〜9月3日、銀座博品館劇場、舞台音楽および佐野常民役で出演）
- ハインリッヒ・シーボルト没後115年記念公演 シーボルト父子伝〜蒼い目のサムライ〜受け継ぐ者達（2024年8月、銀座博品館劇場、舞台音楽およびナウマン教授役で出演）[59]
- シーボルト父子伝〜蒼い目のサムライ〜共生への旅路（2025年7月10日〜13日、銀座博品館劇場、舞台音楽およびアイヌ平取コタンの大酋長ペンリウク役で出演）[60]

### イベント
- 高橋尚子杯ぎふ清流ハーフマラソン
  - 第1回（2011年5月14日、岐阜メモリアルセンター 芝生広場特設ステージ）※大会前日ステージ
  - 第2回（2012年5月20日、岐阜メモリアルセンター 芝生広場特設ステージ）
  - 第3回（2013年5月19日、岐阜メモリアルセンター 芝生広場特設ステージ）
  - 第4回（2014年5月18日、岐阜メモリアルセンター 芝生広場特設ステージ）
  - 第5回（2015年5月17日、岐阜メモリアルセンター 芝生広場特設ステージ）
  - 第6回（2016年5月15日、岐阜メモリアルセンター 芝生広場特設ステージ）
  - 第7回（2017年4月23日、岐阜メモリアルセンター 芝生広場特設ステージ）
  - 第8回（2018年4月22日、岐阜メモリアルセンター 芝生広場特設ステージ）
  - 第9回（2019年4月28日、岐阜メモリアルセンター 芝生広場特設ステージ）
  - 第11回（2022年4月24日、岐阜メモリアルセンター 芝生広場特設ステージ）
  - 第12回（2023年4月23日、岐阜メモリアルセンター 芝生広場特設ステージ）
  - 第13回（2024年4月28日、岐阜メモリアルセンター 長良川競技場特設ステージ）
  - 第14回（2025年4月26日・27日、岐阜メモリアルセンター で愛ドーム）※両日ライブ出演
- アミューズ第40期定時株主総会後イベント（2018年6月24日、両国国技館）[61]
- TiARY TV Fes!! Powered by Tokyo Street Collection（2018年9月9日、品川インターシティホール）[62]
- 東北風土マラソン＆フェスティバル2019（2019年3月23日・24日、長沼フートピア公園）
- 長岡米百俵フェス〜花火と食と音楽と〜2020（2020年10月10日、東山ファミリーランド）[63] - コロナ禍のため、現地観覧は新潟県民限定、生配信もされた
  - 不撓の長岡米百俵フェス〜花火と食と音楽と〜2021（2021年12月17日 - 19日、アオーレ長岡）[64] - PIA LIVE STREAM、WOWOWオンデマンドで生配信もされた
- ONLINE YATSUI FESTIVAL! 2020（2020年6月20日・6月21日、ニコニコ生放送）[65] - コロナ禍のため、無観客での演奏。ニコニコ生放送にて生配信された
- ONEASIA FESTIVAL2021（2021年4月12日、池袋西口公園野外劇場 グローバルリング シアター）
- 昭和フェスVol.2（2021年10月13日、新宿アルタKeyStudio）
- TOKATSUうたフェス2022 in 流山おおたかの森（2022年3月21日、流山おおたかの森S.C.森のまち広場）
- Oneasia fes 2022 〜日中文化交流フェスティバル〜（2022年4月9日・10日、池袋西口公園野外劇場グローバルリングシアター）※サンプラザ中野くんと出演。10日のみ
- 東北風土マラソン＆フェスティバル2022（2022年4月24日 - 5月8日、オンライン開催）※スペシャルライブ出演は24日のみ
- 音街かしわ2022（2022年5月3日、柏駅東口ダブルデッキ）
- ベトナムフェスティバル2022（2022年6月4日、代々木公園イベント広場）
  - ベトナムフェスティバル2023大阪（2023年6月10日、大阪城公園 太陽の広場）
  - ベトナムフェスティバル2024（2024年6月2日、代々木公園イベント広場）
- クリール創刊20周年記念企画第6弾「パッパラー河合さんと行く軽井沢散策ラン」（2022年9月3日、軽井沢）
- 北ガスグループ 6時間リレーマラソン in 札幌ドーム 2022（2022年9月10日、札幌ドーム）
  - 北ガスグループ 6時間リレーマラソン in 札幌ドーム 2023（2023年7月16日、札幌ドーム）
- 日中交流フェスティバル2022（2022年9月25日、代々木公園イベントスペース）
- おおいた夢色音楽祭2022（2022年10月9日、大分市 祝祭の広場）
- サッカーJ2 大分トリニータ ホーム戦（2022年10月16日、昭和電工ドーム大分） - 来場ゲスト
- 明日香音魂祭2022（2022年10月22日、国営飛鳥歴史公園　高松塚周辺地区）
- ちばアクアラインマラソン2022（2022年11月6日、木更津市）
- Act Against Anything VOL.2「THE VARIETY 28」（2022年11月26日、パシフィコ横浜 国立大ホール）
- 中野ランニングフェスタ2023（2023年3月12日、中野四季の森公園） - イベントゲスト出演
- 池袋ベトナムフェスティバル2023（2023年4月8日、池袋西口公園野外劇場 グローバルリング シアター）
  - 池袋ベトナムフェスティバル Pray For Japan 2024（2024年4月6日、池袋西口公園野外劇場グローバルリングシアター）
- うしく・鯉まつり（2023年5月3日、牛久シャトー）
- アルバルク東京 Bリーグ 第36節 名古屋ダイヤモンドドルフィンズ戦 ハーフタイムショー（2023年5月7日、国立代々木競技場 第一体育館）
- ラオスフェスティバル2023（2023年5月27日、代々木公園イベント広場）
  - ラオスフェスティバル2024（2024年5月26日、代々木公園イベント広場）
  - ラオスフェスティバル2025（2025年5月24日、代々木公園イベント広場）
- 2023JFE西日本フェスタinふくやま（2023年6月4日、JFEスチール西日本製鉄所 福山地区）
- さよなら中野サンプラザ感謝祭（2023年7月17日、中野サンプラザ前広場屋外ステージ）
- 川口市制施行90周年記念 第43回たたら祭り（2023年7月30日、川口オートレース場）
- 第72回大須夏まつり（2023年8月5日、名古屋市大須観音境内）[66]
- 鈴鹿8耐 8フェス!LIVE （2023年8月6日、鈴鹿サーキット・8フェス!LIVEステージ）
- 遠野ホップ収穫祭2023（2023年8月19日、岩手県遠野市 蔵の道ひろば） - スペシャルライブ ※イベントは8月19日・20日の両日開催
- チャイナフェスティバル2023（2023年9月10日、代々木公園イベント広場野外ステージ）※イベントは9月9日・10日の両日開催
  - チャイナフェスティバル2024（2024年9月7日、代々木公園イベント広場） - ロックオペラバンド「実家暮らしのマリエッティ」として出演
- でちこんか2023（2023年10月15日、愛媛県北宇和郡鬼北町町役場裏 奈良川河川敷特設ステージ）
- 新横浜パフォーマンス2023 スーパードリームライブ（2023年10月29日、新横浜駅前西広場特設ステージ）
- 音街かしわ×柏高島屋50周年Special!!（2023年11月4日、柏高島屋本館3階エントランスステージ）
- KANAGAWA FESTIVAL in HANOI 2023（2023年11月18日、ベトナム・ハノイ市戦没者記念像広場）
- RED RIBBON LIVE 2023 今起きている自分事 〜エイズと映画とRock&Sports〜（2023年12月1日、ヒューリックホール東京）
- オトナ・バンドフェス2023 THE FINAL（2023年12月2日、CBCホール） - 特別審査員、スペシャルライブ
- 北海道十勝しみず吹奏楽団　第二回定期演奏会（2023年12月10日、清水町文化センター大ホール） - ゲスト
- 第12回早稲田駅伝 in 日産スタジアム（2024年1月20日、日産スタジアム） - 応援ゲスト
- 中野ランニングフェスタ2024（2024年3月10日、中野四季の森公園） - イベントゲスト出演
- アルバルク東京 日本生命 B.LEAGUE QUARTERFINALS 2023-24 GAME1 ハーフタイムショー（2024年5月10日、有明コロシアム）
- 柏市制施行70周年記念事業「プレイバック柏 そして、新しい物語へ…」駅前デッキスペシャルライブ（2024年5月20日、旧そごう柏店前ステージ）
- TEENS ROCK IN KASHIWA（2024年7月14日、ららぽーと柏の葉センタープラザ） - ゲスト審査員＆ミニライブ
- 第7回かみじま音楽祭「奏ゆめしまファンファーレ」〜20thAniversary〜（2024年12月8日、愛媛県上島町弓削体育館）
- サンプラザ中野くんとパッパラー河合の"IKIGAIツアー"アフターパーティ（2024年12月13日、六本木バードランド）
- 東北風土マラソン＆フェスティバル2025（2025年4月20日、宮城県登米市 長沼フートピア トヨテツの丘公園）
- ABB FIA フォーミュラE 世界選手権 東京大会（2025年5月17日、東京ビッグサイト）
- 能登復幸フェスタ（2025年5月31日、石川県七尾市 のと里山里海ミュージアム 能登歴史公園）
- 太陽の家60周年記念納涼大会（2025年7月19日、大分県別府市 社会福祉法人太陽の家）
- 第47回菊陽町夏祭り（2025年8月2日、熊本県菊池郡菊陽町 杉並木公園さんさん ふれあい広場）

## 主な書籍・雑誌、新聞等掲載
※特筆記述がないものは主にインタビュー記事
- ギター・マガジン（リットーミュージック）
  - 1987年3月号 （1987年2月）
  - 1987年12月号 - 1988年5月号（1987年11月 - 1988年4月） - Perfect Seminar連載「究極のステージング」
  - 1988年12月号（1988年11月）
  - 1991年1月号（1990年12月）
  - 1991年11月号（1991年10月）
  - 2019年11月号（2019年10月12日） - 特別対談「千秋×パッパラー河合」
- ラジオパラダイス 1989年5月号（1989年4月発売、三才ブックス） - 中野と表紙及び記事
- Player 1989年6月号　No.280（1989年、プレイヤー・コーポレーション） - パッパラー河合vsエース清水
- YOUNG GUITAR（シンコーミュージック）
  - 10月増刊号「東京ロックマップ'89」（1989年10月15日） - オリジナルコラムとイラスト多数掲載
  - 4月増刊号「ロック・ギター教室'90」（1990年1月1日）
- 明星（集英社）
  - 1989年10月号（1989年9月）[67]
  - 1990年4月号（1990年3月）[68]
  - 1992年7月号（1992年6月）[69]
- 近代映画 1989年12月（1989年11月発売、近代映画社）[70]
- PATi PATi 2月号増刊「パチパチ読本。」1990・NO.1（1990年、ソニー・マガジンズ） - 描きおろしカラーコミック「ビーバップ・ロックンロール」
- 週刊明星　1990年5月10日/17日号（1990年発売、集英社）[71]
- ポケットビスケッツ公式ガイドブック（1997年10月28日、日本テレビ放送網株式会社）
- かまいたちの夜2〜監獄島のわらべ唄〜公式ファンブック（2002年7月31日、チュンソフト） - クリエイターインタビュー
- かしわカレー図鑑 Vol.3〜（柏カレーPRESS発行、不定期、フリーペーパー） - 漫画とコラムを掲載
- ROCK DAD 2007 Vol.1（2006年12月8日、実業之日本社） - 対談：高嶋政宏×パッパラー河合
- 広報かしわ 2007年10月1日号〈平成19年10月1日号〉（2007年10月、柏市役所）[72]  - 『おとなりさん』コーナー No.429「柏一小100周年記念歌を作る」
- マラソン完走マニュアル 2014（2013年9月22日、ベースボール・マガジン社） - 対談：サンプラザ中野くん×パッパラー河合
- 千葉日報（千葉日報社）
  - 2020年4月28日（朝刊）[73]
  - 2023年6月15日（朝刊）第2部「県民の日特集お祝いメッセージ」第5面[74]
- 平畠啓史Jリーグ56クラブ巡礼 日本全国56人に会ってきた 2020（2020年6月、ヨシモトブックス） ※柏レイソル・インタビュー
- 週刊SPA! 2020.09.22/29号（2020年9月15日、扶桑社）
- 東葛まいにち（2021年3月30日・4月28日、東葛毎日新聞社）インタビュー『アッキーの「柏は音楽の街だ！」柏にパッパラー河合あり！』≪前編≫・≪後編≫ [75][76]
- BRUTUS No.939 2021年6月1日号（2021年5月発売、マガジンハウス）
- 昭和50年男（ヘリテージ（旧：クレタパブリッシング））
  - 2021年7月号（2021年6月11日）[77]
  - 2023年5月号（2023年4月11日）[78]p60-65「パッパラー河合のあの時のあのギターStory」
- 50代・60代からのランニングBOOK（2022年5月、ベースボール・マガジン社）[79]
- ディスカバー・クイーン THE BOOK（2022年9月16日、シンコー・ミュージック、編集：NHK-FM「ディスカバー・クイーン」制作班）
- 「ぐるっと東日本 母校をたずねる」千葉県立東葛飾高編 第一回（2023年2月1日、毎日新聞首都圏版20面）[80]

## 主なオンライン記事
- 流山市役所HP ぐるっと流山「流鉄ビア電車」（2015年9月11日、流山市公式ホームページ）[81]
- パッパラー河合のゆるランパラダイス（2019年、ベースボール･マガジン社）
  - 第1回 ホノルルだよ！おっかさん（2019年10月7日）[82]
  - 第2回 今度は、ハワイ記録更新だ！（2019年10月16日）[83]
  - 第3回 走ったあとはプシュ〜！でしょ[84]（2019年10月30日）
  - 第4回 ハワイでストレス解消だ！（2019年11月7日）[85]
  - 第5回 ハワイで命の洗濯だ！（2019年11月28日）[86]
  - 第6回 準備は万端だ！（2019年12月4日）[87]
  - 第7回 最高だぜベイベー！（2019年12月8日）[88]
  - 第8回 また来よう、ホノルル！（2019年12月10日）[89]
- アッキーの「柏は音楽の街だ！」柏にパッパラー河合あり！ 前編（2019年3月30日、東葛まいにち）[90]
  - アッキーの「柏は音楽の街だ！」柏にパッパラー河合あり！ 後編（2019年4月28日、東葛まいにち）[91]
- 東葛高校100周年記念事業 お祝いのメッセージVol.2「ミュージシャン 爆風スランプ」（2023年5月、東葛飾高等学校同窓会）[92]
- 中野のオーラルヒストリー「ありがとう中野サンプラザ 50年の軌跡 サンプラザ中野くん＆パッパラー河合さん」（2023年5月18日、中野区公式ホームページ）[93]
- NEWSポストセブン インタビュー（前編）（2023年8月28日、小学館）[94] - 《爆風スランプ・パッパラー河合》「奇天烈じゃないと同期の米米CLUBより目立てなかった」苦節時代に書いた『Runner』誕生秘話
  - NEWSポストセブン インタビュー（後編）（2023年8月28日、小学館）[95] - 《パッパラー河合》爆風スランプメンバーが中国移住・事故でリハビリ中でも「俺たちは解散していない！」86歳での紅白出場を目標に掲げるワケ
- 爆風スランプ・パッパラー河合氏登場！Neontetraとサポ対談 柏レイソル―アビスパ福岡を自由すぎる大展望（2023年9月22日、西スポWEB OTTO! 西日本新聞）[96]
- 「運転免許更新してきました」と報告（2023年10月7日、エンタメポスト）[97]
- 爆風スランプ 40周年イヤー インタビュー取材（2024年8月25日、アミューズ）[98]
- 爆風スランプ 40th Anniversary BEST ALBUM『IKIGAI 2024』インタビュー ―いま聴くべき最新の爆風スランプ（2024年10月23日、encore）[99]
- THE GOLD 60 爆風スランプインタビュー[100] ※パッパラー河合、サンプラザ中野くん

## 主なマラソンエントリー歴
- 東京マラソン（東京都）
  - 2010（2010年2月28日） - DNF
  - 2011（2011年2月27日） - フルマラソン完走
  - 2012（2012年2月26日） - フルマラソン完走
  - 2013（2013年2月24日） - 25kmDNF
  - 2021（2022年3月6日） - 25kmDNF
- エコシティー第30回つくばマラソン（2010年11月28日、つくば市） - フルマラソン完走
- カウアイマラソン2011（2011年9月4日、ハワイ州カウアイ島） - フルマラソン完走
- ちばアクアラインマラソン2018（2018年10月21日、千葉県木更津市・袖ヶ浦市） - ハーフマラソン完走
- かすみがうらマラソン（茨城県土浦市、かすみがうら市）
  - 兼国際盲人マラソン2019（2019年4月14日）- ゲストランナー フルマラソン完走
  - 2022（2022年4月18日） - フルマラソン完走
  - 2024（2024年4月21日） - フルマラソン 17kmDNF
- JALホノルルマラソン2019（2019年12月8日、ハワイ ホノルル） - フルマラソン完走 ※2019オフィシャルアーティスト
- 第3回君津ウルトラマラソン（2023年5月13日、千葉県君津市） - 55km完走
- 横浜マラソン2023（2023年10月29日、神奈川県） - DNF
- 牛久シティマラソン（茨城県牛久市）
  - 第46回（2024年1月8日） - 5kmオープン完走
  - 第47回（2025年1月13日） - 5kmオープン完走
- さいたまマラソン（2024年2月12日、埼玉県） - 8kmの部 完走
- 高橋尚子杯ぎふ清流ハーフマラソン
  - （2024年4月28日、岐阜メモリアルセンター長良川競技場周辺） - 3km完走
  - （2025年4月27日、岐阜メモリアルセンター長良川競技場周辺） - 3km完走
- 東京レガシーハーフマラソン2024（2024年10月20日、国立競技場周辺） - 19kmDNF
- 甲斐梅の里クロスカントリー大会（2025年2月23日、山梨県甲斐市） - ファミリーラン2.5km完走
- ADIDAS TOKYO CITY RUN（2025年4月13日、東京都新宿区 明治神宮外苑 特設コース）- 5km走破